# ガードナー・リード
ガードナー・リード（Gardner Read、1913年1月2日 - 2005年11月10日）は、アメリカ合衆国の作曲家。
イリノイ州エバンストン出身。最初にピアノとオルガンを学び、ノースウェスタン大学で作曲と対位法を学んだ。1932年からはイーストマン音楽大学でバーナード・ロジャースとハワード・ハンソンに師事した。その後1938年にヨーロッパを旅行し、ローマでイルデブランド・ピツェッティに、ヘルシンキでジャン・シベリウスについて学んだ。さらに1941年はタングルウッド音楽センターに出席してアーロン・コープランドから教えを受けた。
1941年からセントルイス音楽学校、カンザスシティー音楽院、クリーブランド音楽学校で教鞭をとった後、1948年にボストン大学の作曲の教授に就任し、1978年に引退した。
1937年に作曲した交響曲第1番はニューヨーク・フィルハーモニック主催の作曲コンクールで一等賞となり、1943年の交響曲第2番もパデレフスキ・コンペティションで一等賞を獲得した。1986年には歌唱教師協会の芸術歌曲コンペティションで「ノクチュアル・ヴィジョン」が一等賞を得た。
作品にはオペラ、オラトリオ、4つの交響曲、ヴァイオリン協奏曲、ピアノ協奏曲、室内楽曲、ピアノ曲、オルガン曲などがある。
また著書の『ミュージック・ ノーテーション』は多くの音楽学校でテキストとして使われている。